# Jutlandia (schip, 1934)

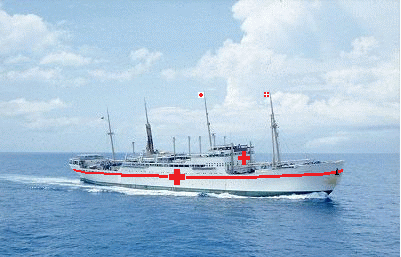
Jutlandia als hospitaalschip

De Jutlandia was een Deens vrachtschip dat bekend werd als hospitaalschip in de Koreaanse Oorlog en als Deens koninklijk jacht.
In de Koreaanse Oorlog werd het schip met rode strepen op de romp en het op de brug en de romp geschilderde rode kruis beschilderd.